# باولو (لاعب كرة قدم مواليد 1998)
باولو هو لاعب كرة قدم برازيلي في مركز الهجوم، ولد في 26 يونيو 1998 في برازيليا في البرازيل. لعب مع نادي ساو باولو.

## وصلات خارجية
- باولو (لاعب كرة قدم مواليد 1998) على موقع رابطة كرة القدم اليابانية للمحترفين (اليابانية)
- باولو (لاعب كرة قدم مواليد 1998) على موقع قاعدة بيانات كرة القدم.إي يو (الإنجليزية)
- باولو (لاعب كرة قدم مواليد 1998) على موقع Soccerway.com (الإنجليزية)
- باولو (لاعب كرة قدم مواليد 1998) على موقع عالم كرة القدم.نت (الإنجليزية)